# Jonas Larsson (militär)
Jonas Sven Larsson, född 1 december 1969 i Motala församling i Östergötlands län, är en svensk militär.

## Biografi
Larsson avlade officersexamen 1992 och utnämndes samma år till fänrik vid Göta ingenjörregemente, där han har tjänstgjort sedan dess. Han befordrades till kapten 1997. Överstelöjtnant Larsson var chef för svenska insatsen i Afghanistan från november 2018 till maj 2019 och tillförordnad chef för Göta ingenjörregemente från juni till oktober 2022.[källa behövs]